# Шушин, Сергей Васильевич
Сергей Васильевич Шушин (род. 19 июня 1985, Ростов-на-Дону) — российский спортсмен-гребец и предприниматель.

## Биография
Родился 19 июня 1985 года в Ростове-на-Дону.
С 7 лет занимался плаванием, пятиборьем и бальными танцами.
В 15 лет родители отдали заниматься академической греблей.
Первый тренер — Михаил Кривченко. В сборной России с 2003 года.
Серебряный призёр юниорского первенства мира-2003 (Чемпионат мира), участник первенства мира среди молодежи-2007 и участников летних Олимпийских игр-2008 в Пекине Китай) в четверке парной, многократным чемпион Мира и Европы 2012—2016 гг. среди любителей по академической гребле.
Победитель Первенств России (с 2001—2006 гг.), Кубка России (с 2006—2007 гг.) Чемпионата России (2008 г.) по академической гребле.
Тренеры — Александр Липинский и Самвел Аракелян.
В данное время Сергей Шушин активно тренируется самостоятельно и выступает среди любителей и является многократным Чемпионом мира по академической гребле:
World Rowing Masters Regatta (Блед, Словения, 2017 год) — 6 золотых медалей
World Rowing Masters Regatta (Копенгаген, Дания, 2016 год) — 6 золотых медалей (1 медаль — одиночная гонка, 5 — командные соревнования).
World Rowing Masters Regatta (Бельгия, 2015 год) — 5 золотых медалей.
World Rowing Junior Championships (Гамбург, Германия, 2014 год) — 5 золотых медалей.
Fisa World Rowing Masters Regatta(Варезе, Италия, 2013 год) — 3 золотых медали.
World Rowing Masters Regatta (Дуйсбург, Германия, 2012 год) — 2 золотых медали.
Является рекордсменом Книги Рекордов Гиннеса за установление рекорда: "Самое быстрое время, чтобы пройти 50 морских миль по открытой воде за 7 часов 55 минут 53 секунды. Установлен в команде при переходе Чёрного моря из г. Трабзон (Турция) в г. Сочи (Россия) 21.07.2018 г.
Является сооснователем марафона «Черноморский рубеж», в рамках которого и был установлен данный мировой рекорд.

## Бизнес
С 2009 года и по настоящее время занимается предпринимательской деятельностью. Исполнительный директор тренинговой компании «Бизнес Форвард — Юг». Учредитель и глава консалтинговой компании Business Life.

## Семья
Женат. Имеет 2-х детей (Полина, Виктория)